# 48×61
48×61 ist ein Anime-Kurzfilm des zur Produktionszeit 61-jährigen Regisseurs Rintarō, den er für Katsuhiro Otomo, Manga-Autor und ebenfalls Regisseur, zu dessen 48. Geburtstag produzierte. Der Kurzfilm erschien als Original Video Animation auf DVD.

## Handlung
Der 61-jährige Rintarō liefert sich zusammen mit dem 48-jährigen Katsuhiro Otomo ein skurriles Fahrrad-Rennen, das zunächst gemächlich beginnt. Nach einer kurzen Weile jedoch kommen beide mit besonderen Hilfsmitteln wie einem motorbetriebenen Fahrradhelm oder einem Energydrink der etwas anderen Art auf. In einer steilen Kurve ist es ihnen dabei nicht mehr möglich rechtzeitig abzubremsen, sie landen in einem Fluss und führen ihr Rennen selbst unter Wasser fort. Der Kurzfilm endet damit, dass beide auf einem Tandem sitzend mit gemächlicher Geschwindigkeit hinter einem Dampffahrzeug herfahren.

## Musik
Die Musik des Kurzfilmes stammt vom Komponisten Toshiyuki Honda.

## Veröffentlichungen
Der Kurzfilm ist auf der 2004 erschienenen, limitierten DVD SteamBoy – Starterkit zu finden.